# Liste des îles du Mexique

Carte

liste des îles appartenant au Mexique dans les deux océans Atlantique et Pacifique qui le bordent.

## Par zone géographique

### Golfe du Mexique
- Arrecife Alacrán (326 km2)
- El Rizo (2 km2)
- Enmedio (3 km2)
- Holbox (56 km2)
- Isla de Lobos (2 km2)
- Sal Medina (5 km2)
- Isla de Sacrificios

### Golfe de Californie
- Ángel de la Guarda (931 km2)
- Carmen (146 km2)
- Cerralvo rebaptisée Île Jacques Cousteau en 2009 (136 km2)
- Coronado (8 km2) également appelée île Smith
- Coronados (7 km2)
- Danzante (4 km2)
- El Muerto
- Espíritu Santo (81 km2)
- Estanque (0.8 km2)
- île Mejia (2 km2)
- Monserrat (19 km2)
- Montague (133 km2)
- La Partida (15 km2)
- Las Animas (4 km2)
- Patos (0.5 km2)
- Salsipuedes (1 km2)
- San Esteban (40 km2)
- San Francisco (4 km2)
- San Ignacio
- San José (183 km2)
- San Lorenzo (32 km2)
- San Luis (6 km2)
- San Marcos (29 km2)
- San Pedro Martir (3 km2)
- San Pedro Nolasco (3.5 km2)
- Santa Catalina (39 km2)
- Santa Cruz (13 km2)
- Socorro (132 km2)
- Tiburón (1201 km2)
- Tortuga (11 km2)
- Turners (1 km2)